# Теорія поля лігандів
Теорія поля лігандів (англ. ligand field theory) — теорія електронної структури комплексних сполук, що є модифікацією теорії кристалічного поля. Описує взаємодію центрального атома (або групи атомів) і лігандів на основі уявлень про молекулярні орбіталі в рамках методів молекулярних орбіталей. Вона не є суто електростатичною та враховує ковалентність координаційного зв'язку використанням відповідних параметрів.